# A Night at the Odeon - Hammersmith 1975
A Night at the Odeon - Hammersmith 1975 is een livealbum van de rockgroep Queen, dat uitgebracht is op 20 november 2015. Het album is opgenomen op 24 december 1975 in de Hammersmith Odeon door de BBC. Het concert werd destijds live uitgezonden door BBC Two en BBC Radio 1 en bevat een van de eerste keren dat Bohemian Rhapsody live werd gespeeld. Voorafgaand aan de release van het album was dit concert de populairste bootleg van de band.

## Achtergrond
De show in de Hammersmith Odeon op 24 december 1975 was het laatste concert in het Britse deel van Queen's A Night at the Opera Tour, gehouden ter promotie van hun nieuwe album A Night at the Opera. Dit album werd enkele weken voor het concert gelanceerd en was al platina. De eerste single Bohemian Rhapsody stond op het moment van het concert op nummer 1 in Engeland en tijdens deze show werd het nummer voor een van de eerste keren live gespeeld.
Gitarist Brian May herinnerde later dat de show speciaal was, omdat het de eerste keer was dat de band een concert gaf op tv. Zanger Freddie Mercury bespeelde een Bechstein-piano die hij speciaal voor dit concert over liet vliegen en wisselde halverwege de show van een wit naar een zwart kostuum.
Hoewel A Night at the Opera zeer succesvol bleek, was Bohemian Rhapsody het enige nummer van het album dat gespeeld werd, waar verder veel nummers van oudere albums die live goed werkten gespeeld werden. Verder was een opname van God Save the Queen aan het eind van de show het enige andere nummer van het album dat te horen werd gebracht.
Het concert werd live uitgezonden op BBC Two bij het programma Old Grey Whistle Test, terwijl de audio eveneens werd uitgezonden op BBC Radio 1. Presentator Bob Harris introduceerde de band op het podium en herinnerde later dat zij "die avond in de Hammersmith Odeon in een feeststemming waren". De videocamera's waren echter al ingepakt toen Queen aan hun tweede toegift begon, dus van Seven Seas of Rhye en See What a Fool I've Been is enkel de audio opgenomen.
Door de hoge kwaliteit van de opname en de film en de landelijke uitzending op radio en tv was dit concert de populairste bootleg van de band. Veel nummers die tijdens deze show gespeeld werden, werden later van de setlist afgehaald, waardoor ze niet op andere livealbums als Live Killers en Live at Wembley '86 zijn verschenen.
Er werd gedacht dat de originele meersporenopname kwijt was, voordat deze in 2009 werd gevonden en hersteld door Queen's sound engineers Justin Shirley-Smith, Kris Fredriksson en Josh Macrae. Dat jaar werd een 50 minuten-versie van het concert uitgezonden op BBC Two. In 2011 werden een aantal nummers officieel uitgebracht als bonustracks op heruitgaven van verschillende Queen-albums, zoals White Queen en Ogre Battle op Queen II, en Now I'm Here op Sheer Heart Attack.

## Personeel
- John Deacon: basgitaar, triangel op Killer Queen
- Brian May: gitaar, achtergrondvocalen, ukelele op Bring Back That Leroy Brown
- Freddie Mercury: zang, piano
- Roger Taylor: drums, achtergrondvocalen

## Tracklist

### CD
1. Now I'm Here (May)
2. Ogre Battle (Mercury)
3. White Queen (As It Began) (May)
4. Bohemian Rhapsody (Mercury)
5. Killer Queen (Mercury)
6. The March of the Black Queen (Mercury)
7. Bohemian Rhapsody (Reprise) (Mercury)
8. Bring Back That Leroy Brown (Mercury)
9. Brighton Rock (May)
10. (gitaarsolo door Brian May)
11. Son and Daughter (May)
12. Keep Yourself Alive (May)
13. Liar (Mercury)
14. In the Lap of the Gods... Revisited (Mercury)
15. Big Spender (Coleman, Fields)
16. Jailhouse Rock (Leiber, Stroller) / Stupid Cupid (Greenfield, Sedaka) / Be-Bop-A-Lula (Vincent, Graves, Davis) (Medley)
17. Seven Seas of Rhye (Mercury)
18. See What a Fool I've Been (May)
19. God Save the Queen (traditioneel, arr. May)

### DVD/Blu-ray
1. Now I'm Here (May)
2. Ogre Battle (Mercury)
3. White Queen (As It Began) (May)
4. Bohemian Rhapsody (Mercury)
5. Killer Queen (Mercury)
6. The March of the Black Queen (Mercury)
7. Bohemian Rhapsody (Reprise) (Mercury)
8. Bring Back That Leroy Brown (Mercury)
9. Brighton Rock (May)
10. (gitaarsolo door Brian May)
11. Son and Daughter (May)
12. Keep Yourself Alive (May)
13. Liar (Mercury)
14. In the Lap of the Gods... Revisited (Mercury)
15. Big Spender (Coleman, Fields)
16. Jailhouse Rock (Leiber, Stroller) / Stupid Cupid (Greenfield, Sedaka) / Be-Bop-A-Lula (Vincent, Graves, Davis) (Medley)

#### Bonus op DVD/Blu-ray
Live in de Nippon Budokan, Tokio, Japan, 1 mei 1975
1. Now I'm Here (May)
2. Killer Queen (Mercury)
3. In the Lap of the Gods... Revisited (Mercury)

Looking Back at the Odeon
Een documentaire van 22 minuten, inclusief interviews met Brian May, Roger Taylor en Bob Harris.

### Vinyl
Kant 1
1. Now I'm Here (May)
2. Ogre Battle (Mercury)
3. White Queen (As It Began) (May)

Kant 2
1. Bohemian Rhapsody (Mercury)
2. Killer Queen (Mercury)
3. The March of the Black Queen (Mercury)
4. Bohemian Rhapsody (Reprise) (Mercury)
5. Bring Back That Leroy Brown (Mercury)
6. Brighton Rock (May)
7. (gitaarsolo door Brian May)
8. Son and Daughter (May)

Kant 3
1. Keep Yourself Alive (May)
2. Liar (Mercury)
3. In the Lap of the Gods... Revisited (Mercury)

Kant 4
1. Big Spender (Coleman, Fields)
2. Jailhouse Rock (Leiber, Stroller) / Stupid Cupid (Greenfield, Sedaka) / Be-Bop-A-Lula (Vincent, Graves, Davis) (Medley)
3. Seven Seas of Rhye (Mercury)
4. See What a Fool I've Been (May)
5. God Save the Queen (traditioneel, arr. May)